# Paraleptomys
Paraleptomys är ett släkte av däggdjur som ingår i familjen råttdjur. Dessa råttdjur förekommer på Nya Guinea.

## Beskrivning
Individerna når en kroppslängd (huvud och bål) av 12 till 14 cm och en svanslängd av 13 till 15 cm. Vikten varierar mellan 34 och 58 gram. Arterna har en gråbrun päls på ryggen och bukens färg är ljusgrå till vit. Även svansen har en mörk ovansida och en ljus undersida och dessutom är svansens spets vit. Paraleptomys rufilatus har ett rödaktigt huvud och en vitaktig fläck under hakan vad som skiljer den från den andra arten i släktet.
Dessa gnagare vistas i bergsskogar mellan 1400 och 2700 meter över havet. Annars är inget känt om levnadssättet.
IUCN listar Paraleptomys rufilatus som starkt hotad (EN) och Paraleptomys wilhelmina med kunskapsbrist (DD).

## Taxonomi
Kladogram enligt Catalogue of Life:
| Paraleptomys | \| \| Paraleptomys rufilatus \| \| \| \| \| \| Paraleptomys wilhelmina \| \| \| \| |
|              | \| \| Paraleptomys rufilatus \| \| \| \| \| \| Paraleptomys wilhelmina \| \| \| \| |
|              | Paraleptomys rufilatus                                                             |
|              |                                                                                    |
|              | Paraleptomys wilhelmina                                                            |
|              |                                                                                    |

Arterna är nära släkt med andra råttdjur från den australiska regionen och släktet räknas till den så kallade Hydromys-gruppen inom underfamiljen Murinae.